# Daniel Kinsey
Daniel Kinsey   (Saint Louis, 22 de gener de 1902 - Richmond, 27 de juny de 1970) va ser un atleta estatunidenc, especialista en curses de tanques, que va competir durant la dècada de 1920.
Nascut a St. Louis, Kinsey va estudiar a la Universitat d'Illinois. El 1924 va prendre part en els Jocs Olímpics de París, on va guanyar la medalla d'or en els 110 metres tanques del programa d'atletisme. Aquell mateix any guanyà el títol IC4A de tanques.

## Millors marques
- 110 metres tanques. 14.9" (1924)[1][2]